# La Mort de Sophonisbe (Pittoni)
Pour les articles homonymes, voir La Mort de Sophonisbe.
La Mort de Sophonisbe  est un tableau peint par Giovanni Battista Pittoni  dans les années 1716-1720 conservé au Musée des Beaux-Arts Pouchkine, en Russie. Il met en scène le personnage antique de Sophonisbe lors de sa mort.

## Histoire
Ce tableau se trouve actuellement au Musée des Beaux-Arts Pouchkine de Moscou en Russie.

## Description
Cette œuvre, une peinture à l'huile sur toile de 165 × 214 centimètres représente Sophonisbe au moment de sa mort qu'elle s'inflige pour éviter  le sort des vaincus et être emmenée à Rome pour figurer au triomphe de Scipion.